# Ladywood House
Ladywood House es un edificio de apartamentos de hormigón en Portsmouth, Inglaterra. Fue completado en 1971, convirtiéndose desde ese momento en el edificio más alto de la ciudad, hasta la inauguración en 2008 del 1 Gunwharf Quays, edificio de 95 metros de altura. También es superada su altura por la Spinnaker Tower, una torre mirador inaugurada en 2005. 